# Тихоокеанское высшее военно-морское училище имени С. О. Макарова
Тихоокеанское высшее военно-морское училище имени С. О. Макарова (сокращённо ТОВВМУ) — высшее учебное заведение Министерства обороны Российской Федерации, расположенное во Владивостоке. С момента своего основания училище является единственным военно-морским учебным заведением на востоке страны.

## История
Училище, получившее при своём создании название Третье военно-морское училище (3-е ВМУ), было учреждено 8 ноября 1937 года на основании постановления Совета Народных комиссаров о формировании военно-морского училища на Дальнем Востоке (по другим данным, директива о формировании училища подписана начальником Морских сил РККА 19 октября 1937 года). Занятия в училище начались в январе 1938 года на территории железнодорожного батальона на Сапёрной сопке во Владивостоке. Первыми курсантами стали первокурсники Военно-морского училища имени М. В. Фрунзе, направленные из Ленинграда на Дальний Восток для продолжения обучения. Начальником училища был назначен полковой комиссар А. Д. Баруздин, ранее проходивший службу в качестве начальника командно-начальствующего состава Тихоокеанского флота.
5 мая 1939 года училище было переименовано в Тихоокеанское военно-морское училище (ТОВМУ).
В 1940 году училищу был присвоен статус ВУЗа и подготовка будущих офицеров стала проходить по программам высших учебных заведений. Училище стало именоваться Тихоокеанское высшее военно-морское училище (ТОВВМУ).
24 июня 1941 года в училище прошел досрочный первый выпуск, а уже в ноябре того же года прошел второй досрочный выпуск курсантов четвёртого курса. Всего же в годы Великой Отечественной войны училище произвело пять выпусков, направив на действующие флоты свыше 500 офицеров. 148 из них погибли на фронте. Четверым из них присвоены звания Героя Советского Союза.
В сентябре 1951 года в училище были созданы штурманский факультет и минно-торпедный факультет.
21 апреля 1954 года присвоено имя русского флотоводца Степана Осиповича Макарова.
16 августа 1969 года в училище был создан радиотехнический факультет.
В 1977 году начальником училища впервые стал его выпускник 1946 года контр-адмирал Б. Г. Давидович.
28 февраля 1978 года в училище был создан факультет радиосвязи.
2 апреля 1995 года в училище был создан факультет береговых войск и вооружения морской авиации.

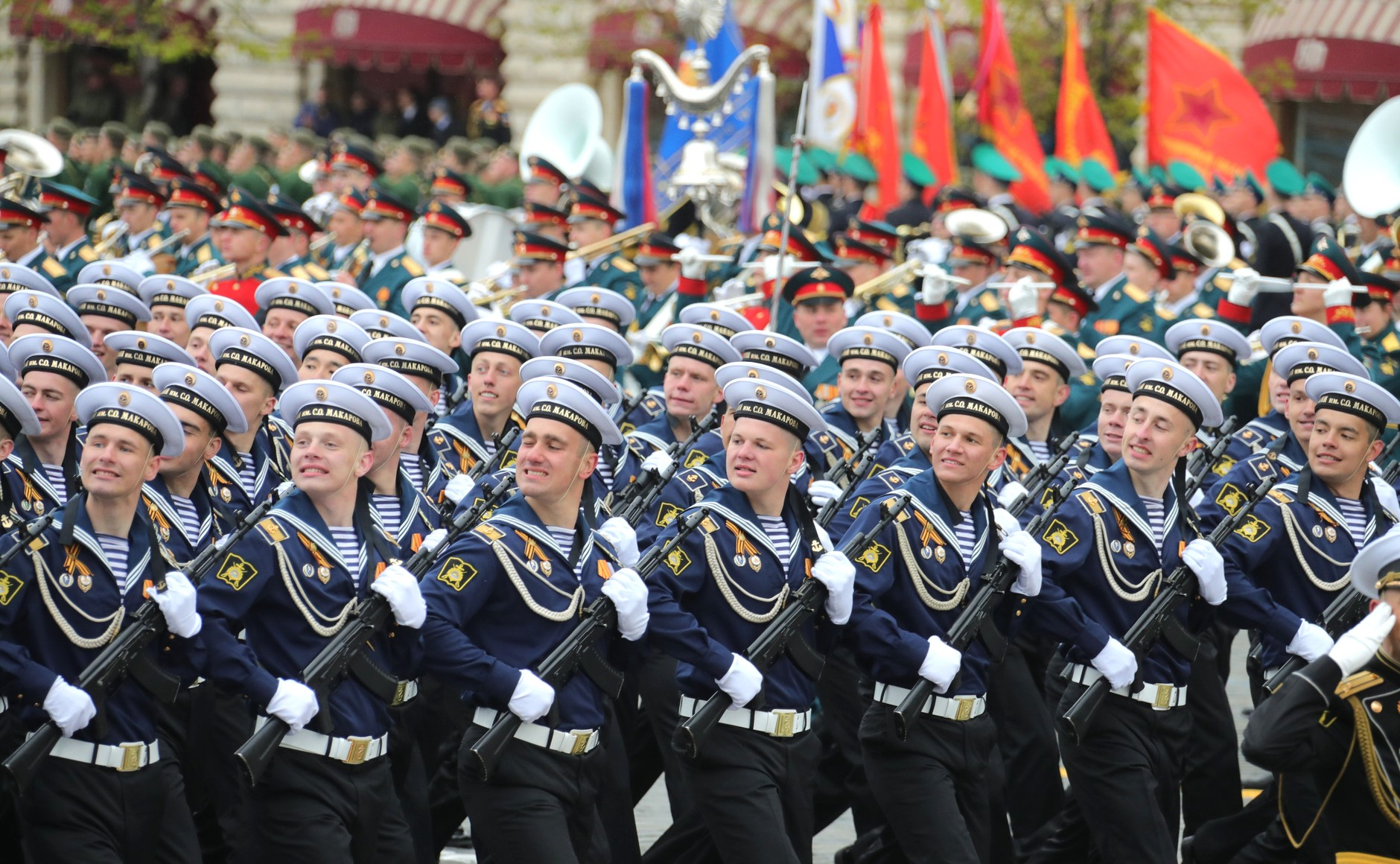
Курсанты училища на параде 9 мая 2017 года на Красной Площади

Постановлением Правительства РФ от 29 августа 1998 года № 1009 «О военных образовательных учреждениях профессионального образования Министерства обороны Российской Федерации» училище было преобразовано в Тихоокеанский военно-морской институт имени С. О. Макарова.
С 2009 года началось кардинальное реформирование военного образования, институт перестал быть самостоятельным учебным заведением и стал филиалом Военно-морской академии имени Адмирала Флота Советского Союза Н. Г. Кузнецова (СПб). Изменились структура института, названия факультетов.
В 2009 году впервые в институт было принято 18 девушек на факультет радиосвязи.
В 2014 году институту вернули статус Высшего военно-морского училища.
Более 300 курсантов приняли участие в параде на Красной площади 9 мая 2017 года.

## Факультеты
Подготовка курсантов осуществляется на шести факультетах.
Штурманский факультет осуществляет подготовку офицеров военно-морского флота по специальности «кораблевождение и эксплуатация технических средств навигации».
Радиотехнический факультет осуществляет подготовку офицеров военно-морского флота по следующим специальностям:
- Применение и эксплуатация радиотехнических средств надводных кораблей,
- Применение и эксплуатация радиотехнических средств подводных лодок,
- Применение и эксплуатация гидроакустических средств.

Минно-торпедный факультет осуществляет подготовку офицеров военно-морского флота по следующим специальностям:
- Применение и эксплуатация противолодочного вооружения надводных кораблей,
- Применение и эксплуатация противолодочного ракетного и торпедного вооружения подводных лодок.

Факультет радиосвязи осуществляет подготовку офицеров военно-морского флота по специальности «Применение и эксплуатация корабельных средств связи».
Факультет береговых войск и вооружения морской авиации осуществляет подготовку офицеров береговых частей военно-морского флота и подразделений морской авиации по следующим специальностям:
- Эксплуатация противолодочных комплексов морской авиации,
- Эксплуатация радиоэлектронного оборудования крылатых ракет и самолётов морской авиации,
- Применение и эксплуатация береговых ракетных комплексов и артиллерии.

Школа техников является средним специальным учебным заведением при училище, осуществляющим подготовку мичманского состава специалистов по эксплуатации и ремонту средств навигации, минно-торпедного комплекса и радиоэлектронного оборудования для ВМФ и подразделений морской авиации.
Для получения навыков воинских специальностей при училище создан дивизион учебных катеров, учебный аэродром, учебная ракетная батарея. В ходе обучения курсанты проходят практику на кораблях и в частях Тихоокеанского флота. В процессе обучения курсанты корабельных специальностей получают специализацию в качестве офицеров подводного либо надводного флота.

## Начальники училища
- 1937—1938 — полковой комиссар Баруздин Александр Дмитриевич
- 1938—1943 — капитан 2 ранга Поскотинов Алексей Алексеевич
- 1943—1945 — контр-адмирал Осипов Кирилл Осипович
- 1945—1951 — контр-адмирал Богданов Николай Георгиевич
- 1951—1954 — контр-адмирал Баринов Алексей Дмитриевич
- 1954—1957 — контр-адмирал Батырев Алексей Александрович[4]
- 1957—1965 — вице-адмирал Плотников Пётр Прокофьевич[5]
- 1965—1972 — вице-адмирал Стариков Валентин Георгиевич
- 1972—1977 — вице-адмирал Потехин Борис Николаевич[6]
- 1977—1980 — контр-адмирал Давидович Борис Глебович
- 1980—1986 — контр-адмирал Кармадонов Игорь Васильевич
- 1986—1994 — контр-адмирал Белоусов Алексей Арсентьевич
- 1994—2002 — вице-адмирал Кожевников Валерий Александрович
- 2002—2007 — вице-адмирал Литвиненко Евгений Яковлевич
- 2007—2010 — капитан 1 ранга Леухин Игорь Фёдорович
- 2010—2012 — контр-адмирал Гарамов Олег Юрьевич[7]
- 2012—2018 — капитан 1 ранга Шевченко Александр Петрович
- 2018—2024 — контр-адмирал Журавлёв Олег Владимирович
- 2024 — н.в. — капитан 1 ранга Собокарь Сергей Петрович